# Thelypteris tetragona
Thelypteris tetragona är en kärrbräkenväxtart. Thelypteris tetragona ingår i släktet Thelypteris och familjen Thelypteridaceae.

## Underarter
Arten delas in i följande underarter:
- T. t. aberrans
- T. t. tetragona
- T. t. guadalupensis

## Bildgalleri

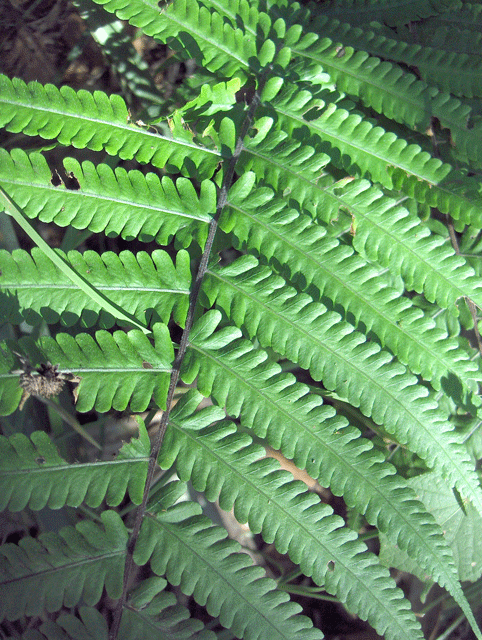
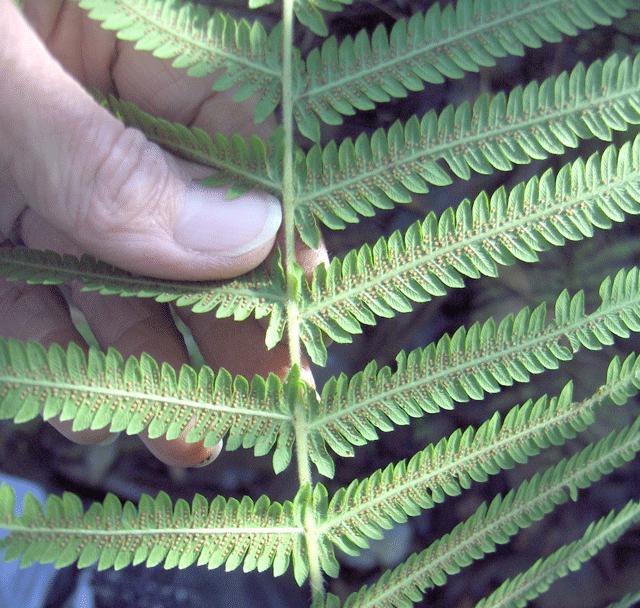